# جان ساکلینگ

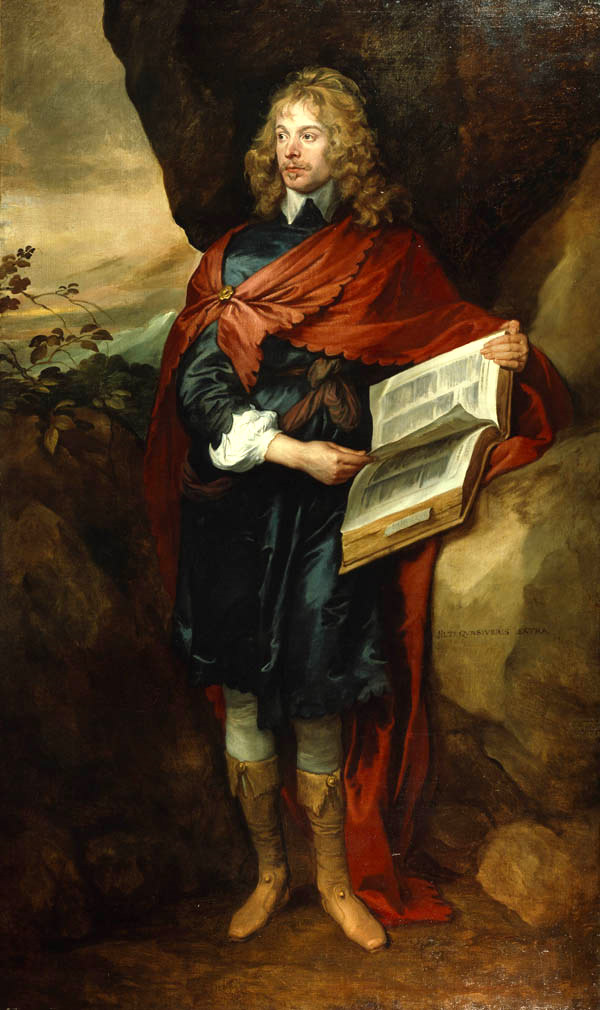
سِر جان ساکلینگ

سِر جان ساکلینگ (به انگلیسی: Sir John Suckling) (زاده ۱۰ فوریه ۱۶۰۹ - درگذشته ۱ ژوئن ۱۶۴۲) شاعر انگلیسی بود.